# Амитоза
Амитозата в миналото се е считала за друг вид пряко/просто делене на клетките. В по-стари учебници се среща като отворената митоза.
Съвременните научни твърдения са, че процесът при многоклетъчните еукариоти, описван като делене чрез амитоза, не представлява клетъчно делене. Клетки, които са в процес на амитоза, всъщност са в процес на „апоптоза“ (програмирана клетъчна смърт). Процесът на апоптоза включва неравномерно разделяне на цитоплазмата и ядрото на „самоубиващите“ се клетки, което наподобява клетъчно делене. От там е дошла и грешката, която се среща в по-стари научни трудове и учебници, описващи такова амиотично клетъчно делене. Но на практика амиотично делене не съществува. Амитозата също така не трябва да се бърка с непрякото делене – затворената митоза. Съвременните класификации на видовете клетъчни деления биват или с митоза (затворена или отворена), или с мейоза.
„Деленето чрез амитоза“ продължава да бъде срещан и повтарян в различни учебници по биология термин, породено от преиздаването им без необходимата научна редакция и консултация със съвременни научни ресурси по темата.